# Посадовски (залив)
Заливът Посадовски (на немски: Posadowskybay; на английски: Posadowsky Bay) е залив в южната част на море Дейвис, част от акваторията на Индоокеанския сектор на Южния океан, край бреговете на Източна Антарктида, Земя Вилхелм ІІ. Разположен е източно от големия Западен шелфов ледник и северно от връх Гаусберг 369 m. От югозапад в него се „влива“ ледникът Филипи, а от югоизток – ледника Посадовски.
Заливът е открит и бреговете му са топографски заснети през февруари 1902 г. от германската антарктическа експедиция, възглавявана от Ерих фон Дригалски, който наименува новооткрития залив в чест на граф Артур фон Посадовски-Вебер (1845 – 1932) министър на вътрешните работи на Германия по това време, осигурил държавна субсидия за експедицията.